# Jelena Semjonovna Tsizjova

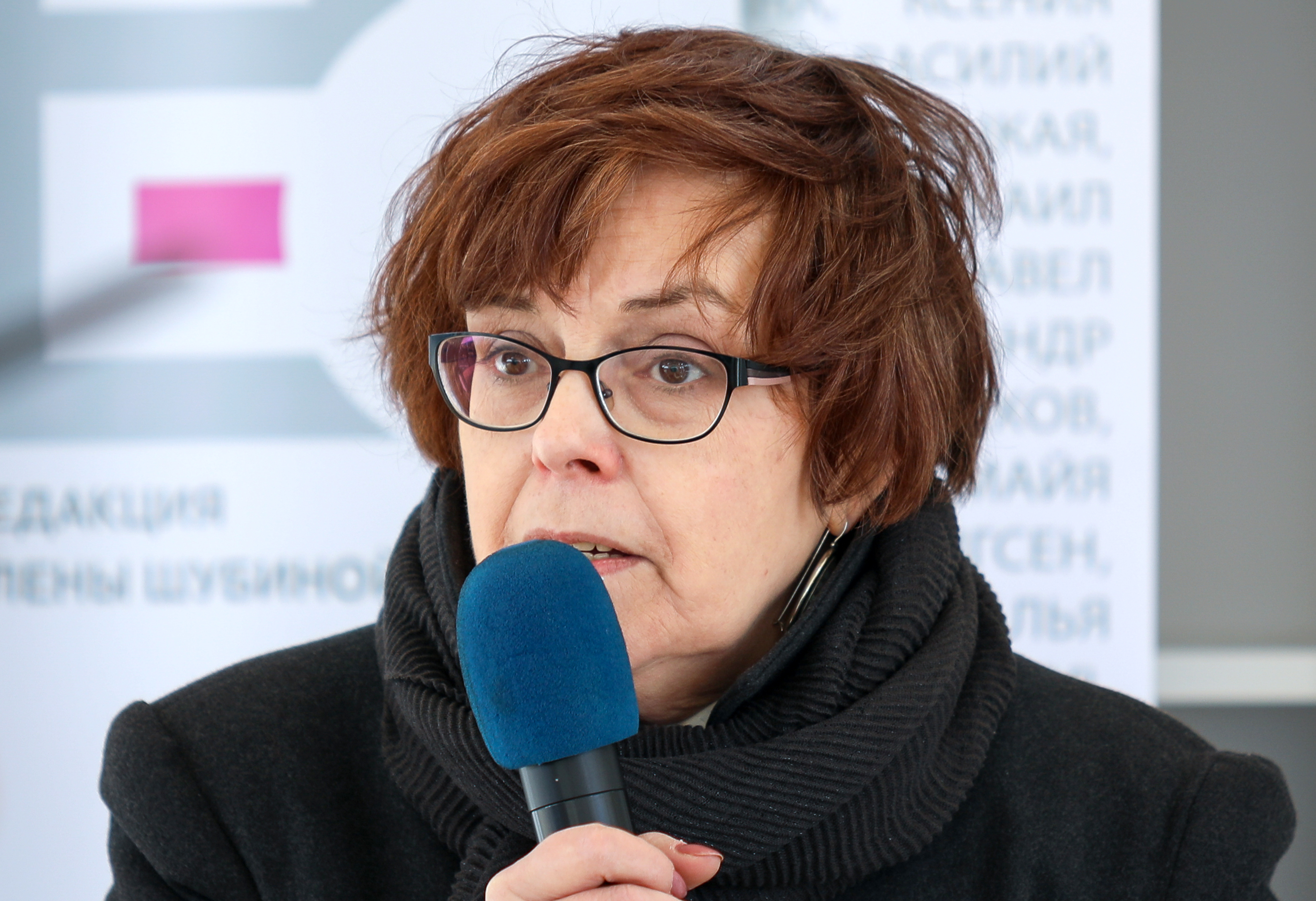
Jelena Semjonovna Tsizjova in 2017

Jelena Semjonovna Tsizjova (Russisch: Елена Семёновна Чижова, Leningrad, 4 mei 1957) is een Russische schrijfster.

## Levensloop
In haar jonge jaren leefde zij samen met haar ouders, zus en overgrootmoeder in een klein eenkamer-appartement.
Tsizjova heeft na haar studie Economie gewerkt op een universiteit. Na de Perestrojka, eind jaren '80, heeft zij in de economische privésector gewerkt, doordat er nu een mogelijkheid ontstond op een vrije economie. Nadat zij aanwezig was bij een schipbrand op een schip die op weg was van Istanboel naar Simferopol, realiseerde zij zich dat zij iets wilde doen dat zij altijd al gewild heeft: schrijven. Op 40-jarige leeftijd begon Tsizjova met schrijven. In de meeste boeken omschrijft ze een precieze situatie uit de Russische geschiedenis en laat zich in haar eerste boek inspireren door haar ouders, zus en grootmoeder met wie zij in haar jongere jaren veel tijd heeft doorgebracht.
Voor haar boek ‘The time of Women’ heeft zij in 2009 de Russische Boekprijs gewonnen. Daarna heeft zij tot aan 2017 nog negen boeken geschreven.
In maart 2014 zette Jelena Tsizjova haar handtekening onder de oproep van culturele figuren van Rusland tegen de acties van de Russische federatie op de Krim, waarna zij in 2018 haar onvrede uitte over de xenofobie die op dat moment, volgens haar, in Rusland overheerste. Die zou volgens Tsizjova opgestookt worden door de Staat en zijn propaganda. Tsizjova was daarmee een van de weinige vrouwen die zich zo openlijk negatief durfde uit te laten over de Russische staat.
Daarnaast is ze voorzitter van de sectie Sint-Petersburg binnen PEN International; een internationale schrijforganisatie die zich inzet voor vrijheid van meningsuiting, samenwerking tussen schrijvers overal ter wereld en literatuur als intercultureel bindmiddel.
In mei 2019 publiceerde de Zwitserse krant Neue Zürcher Zeitung een essay van Tsizjova, die een resonantie veroorzaakte in Rusland, omdat Tsizjova Jozef Stalin beschuldigde van medeplichtigheid aan Hitlers plannen om Leningrad en zijn inwoners te vernietigen. Politicoloog Natalia Eliseeva stuurde een verklaring naar het onderzoekscomité van Rusland om een strafprocedure in te stellen tegen de schrijver krachtens artikel 354.1 van het Wetboek van Strafrecht van de Russische Federatie (rehabilitatie van het nazisme). Op 10 mei 2019 hebben leden van PEN International steun aan Jelena Tsizjova betuigd, maar merkten op dat "het besproken artikel naar de mening van velen een belangrijke onnauwkeurigheid heeft."

### Carrière en educatie
Tsizjova heeft economische wetenschappen gestudeerd en werkte na haar studie op een universiteit en gaf les in productiebeheer en Engels. Vanaf de jaren negentig hield zij zich bezig met economische privézaken.
Hierna breidde haar carrière verder uit tot hoofdredacteur van het tijdschrift International Word World (Sint-Petersburg), prozaschrijver, vertaler en essayist.

### Persoonlijk
Tsizjova is getrouwd met Valeri Vozgrin (geboren in 1939, Simferopol) en heeft twee kinderen. Haar echtgenoot is hoogleraar in de historische wetenschappen aan de St Petersburg State University en daarnaast lid van de Koninklijke Deense Academie voor Wetenschappen en Kunsten.
| Jaar | Titel                | Vertaling                               |
| ---- | -------------------- | --------------------------------------- |
| 2000 | Крошки Цахес         | Kleine Zinnobers/De kinderen van Zaches |
| 2002 | Лавра                | Het holenklooster                       |
| 2005 | Полукровка           | Halfbloed                               |
| 2007 | Орест и сын          | Oreste en zoon                          |
| 2009 | Время женщин         | Vrouwentijd                             |
| 2011 | Терракотовая старуха | De terracotta vrouw                     |
| 2012 | Неприкаянный дом     | Het zonderlinge huis                    |
| 2014 | Планета грибов       | De paddenstoelenplaneet                 |
| 2017 | Китаист              | De sinoloog                             |

## Literaire thema's
Jelena Tsizjova gebruikt in haar boeken autobiografische elementen. Onder andere delen uit ‘Time of Women’, ‘het Holenklooster’ en ‘De Terracotta Vrouw’ zijn gebaseerd op haar eigen leven.
Het hoofdthema van Jelena Tsizjova’s boek ‘The Time of Women’ is het belang van jeugdherinneringen. Voor deze roman heeft Tsizjova ervaringen uit haar eigen kindertijd, de jaren 60, gebruikt. Door ook te schrijven over de jeugd van haar protagonist, wil zij het verleden met het heden verbinden. Bovendien krijgt de lezer op deze manier inzicht in de manier waarop de protagonist haar jeugd zelf beleefde. Volgens Tsizjova zijn de herinneringen aan deze tijd in de vergetelheid geraakt en is het aan vrouwen, die uit deze tijd komen en mannen hebben overleefd, om deze herinneringen door te geven. Net als vele andere vrouwelijke, Russische schrijfsters uit de post-Sovjetperiode, maakte ook Jelena Tsizjova gebruik van een alternatief model van moederschap. Zo nemen in ‘Time of Women’ drie oudere vrouwen (Babushkas) de moederrol over.
Zowel in haar boek ‚The Time of Women’ als ‘De Terracotta Vrouw’ demonstreert Tsizjova het lot van de vrouw in conflictvolle tijden. Zo speelt De Terracotta Vrouw zich af in de jaren 90, een tijd waarin de nationale economie en openbare eigendommen werden "geprivatiseerd", waardoor een nieuwe laag zakenlieden en oligarchen ontstond die het gebrek aan regelgevende wil van de overheid uitbuitten en zichzelf enorm verrijkten. Bovendien werden grote delen van de Sovjet-intelligencija gedwongen om radicaal "opnieuw te kwalificeren". Tat'jana Andreevna, de protagonist van deze roman, is ook lid van deze Intelligencija.
Verder zijn de protagonisten in Jelena Tsizjova’s boeken voornamelijk vrouwen. In ‘Little Zinnobers’ is is dit een lerares. Deze lerares onderwijst haar leerlingen door gebruik te maken van de tragedies van Shakespeare. Zij past deze toe op de sociale en politieke situatie van de USSR. ‘Little Zinnobers’ gaat net als de andere werken van Tsizjova over het leven in de totalitaire Sovjet-Unie. Ook schrijft zij veel over herinneringen en de vorming van post-Sovjet identiteiten.
Tot slot is de hoofdpersoon in Tsizjova’s boek ‘het Holenklooster’ tevens een intelligente vrouw. Ook dit verhaal speelt zich af in de Sovjet-Unie. De protagonist wordt de vrouw van een priester, maar de kerk is helemaal nieuw voor haar. In deze nieuwe wereld hoopt zij verlossing te vinden van alle leugens in de ‘echte wereld’, maar zij wordt teleurgesteld. Eveneens dient deze roman om het verleden te reconstrueren. De herinneringen die Tsizjova daarbij beschrijft bevatten wederom autobiografische kenmerken en wat kafkaëske fantasie. Het verhaal wordt ook wel vergeleken met de Odyssee. Om achter de waarheid te komen, moet de hoofdpersoon eerst een lange, zware zoektocht afleggen. Zoals Odysseus zijn ook alle hoofdpersonen in de boeken van Tsizjova op zoek naar zichzelf.

### Liminale subjectiviteiten: jeugdverhalen in The Time of Women
Het begrip liminaal heeft te maken met een overgangsfase, het stamt af van het Latijnse woord lïmen, dat ‘drempel’ betekent. In de antropologie betekent het de ambiguïteit en/of desoriëntatie dat optreedt in het middelste stadium tijdens een overgangsfase. Het betreft een overgang voor een personage van de ene staat naar de andere staat. In het geval van ‘The Time of Women’ van Chizova bevindt de hoofdheldin Susanne zich in de middelste fase tussen haar kindertijd en haar volwassenheid. Zij is daarnaast een kind tussen twee werelden, namelijk tussen het moderne wereldbeeld en de gelovige traditionele wereld.
De twee waardesystemen zijn te onderscheiden in het collectieve/seculiere/moderne waardesysteem, gerepresenteerd door de moeder Antonia en het private/spirituele en traditionele waardensysteem vertegenwoordigd door de drie babushkas. De ‘alledaagse religie’ van de oude vrouwen komt naar voren door het impliciete verhalende perspectief van een jong kind, dat gesprekken afluistert die bedoeld zijn als privé en geheim.
Bij het bestuderen van genderstudies is het van belang om liminale subjectiviteiten te bestuderen, aangezien het een beeld weergeeft hoe personages en identiteiten gevormd worden.
Bovendien vormt het een potentieel studieobject voor verandering en overgangsfases van een identiteit. Het is daarnaast niet ongebruikelijk voor Russische romans om de roman vanuit het vertelperspectief van een kind te laten verhalen.
Een verklaring hiervoor ligt geborgen in het feit dat kinderen nauw verbonden waren met het moderniserende proces van de Sovjetstaat. Het utopische project van de bolsjewieken om een nieuwe samenleving te creëren, gaf kinderen en hun leven als toekomstige bouwers en burgers een centrale plaats. In de Sovjet-Unie werden de opvoedkundige taken van kinderen dan ook uit de privésfeer gehaald en overgedragen aan het staatsonderwijs zoals kinderdagverblijf en de (kleuter)school. Op deze wijze hoopten zij te bereiken dat de 'oude mentaliteiten van het privéleven' (inclusief religie, bijgeloof, onwetendheid en vooroordelen) werden gewist.

## Prijzen
In 2000 ontving Tsizjova een prijs van het tijdschrift "Zvezda" voor het beste debuut. Vervolgens ontving zij in 2001 de literaire prijs Severnaja Palmyra van de stad Sint-Petersburg in de categorie proza. Bovendien werden twee van haar romans, namelijk: - Lavra (The Cave Monastery) en Prestoepnitsa (The Criminal) - genomineerd voor de prestigieuze Russischebooker prijs in respectievelijk 2003 en 2005. Waarna Tsizjova op 3 december 2009 de Russischebooker prijs, met de roman "Vremja zjensjtsjin" (The Time of Women) won.
Het boek werd in juni 2012 gepubliceerd als de eerste Duitse editie van dtv München onder de titel "Die Stille Macht der Frauen". De desbetreffende vertaalster, Dorothea Trottenberg, won voor de vertaling de Paul-Celan-Prijs in 2012.
- Bibsys: 10044796
- Bibliothèque nationale de France: cb16630571j (data)
- Gemeinsame Normdatei: 1022672207
- International Standard Name Identifier: 0000 0000 6854 7492
- Library of Congress Control Number: no2009131746
- Nationale Bibliotheek van Letland: 000195532
- Nationale Bibliotheek van Tsjechië: jo2013788189
- Nationale Bibliotheek van Israël: 987007359033905171
- Nederlandse Thesaurus van Auteursnamen: 119893851
- LIBRIS: 340064
- Système universitaire de documentation: 148778542
- Virtual International Authority File: 96887274
- WorldCat: E39PBJjt94drwmGMtyXFVHTPwC